# مارک کراتزمن
مارک کراتزمن (انگلیسی: Mark Kratzmann؛ زادهٔ ۱۷ مهٔ ۱۹۶۶) یک تنیس‌باز اهل استرالیا است.